# Smyriodes denticulata
Smyriodes denticulata là một loài bướm đêm trong họ Geometridae.